# Georg Leonhard von Dresch

Georg Leonhard von Dresch

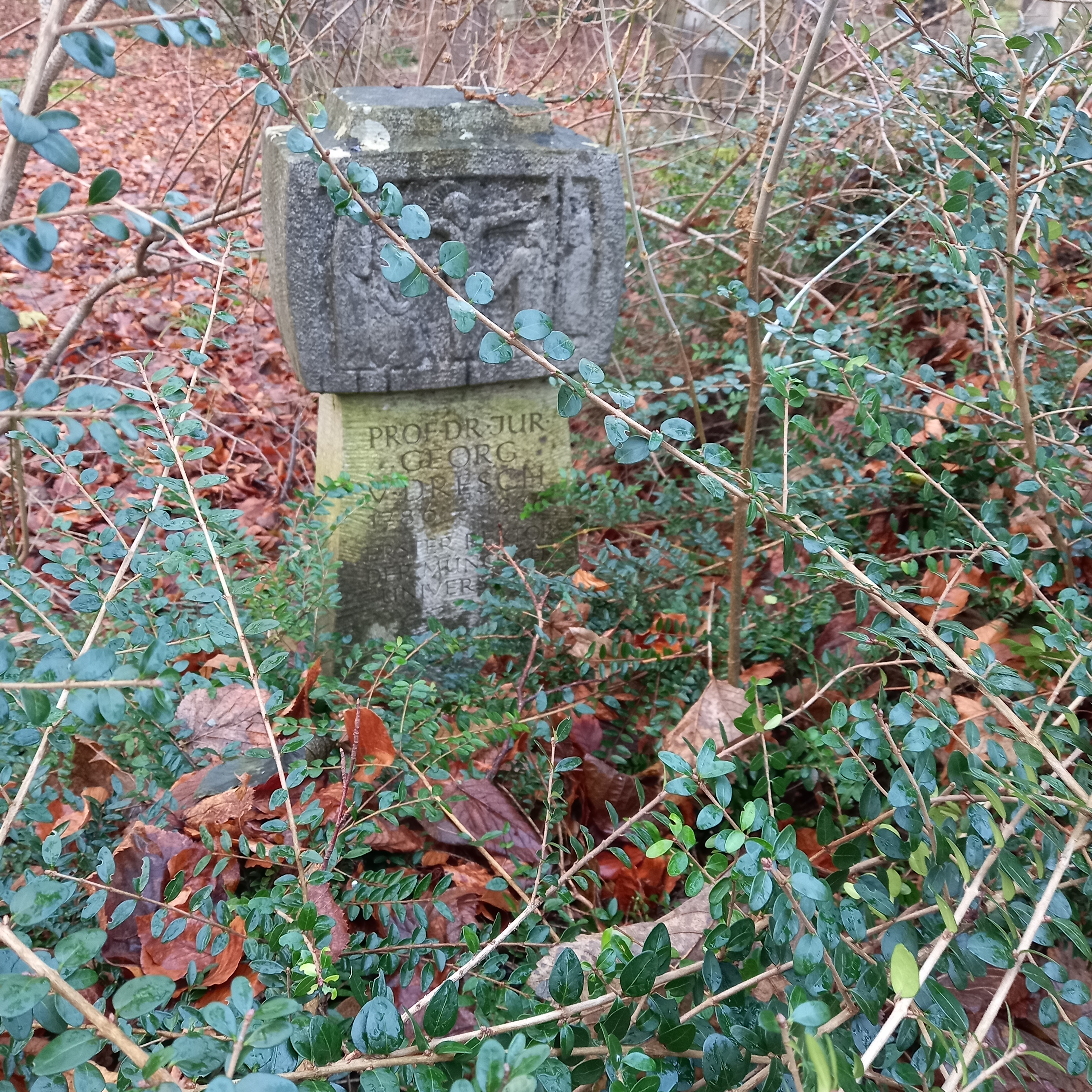
Das Grab von Georg Leonhard von Dresch auf dem Alten Südlichen Friedhof in München

Georg Leonhard von Dresch (* 10. März 1786 in Forchheim; † 31. Oktober 1836 in München) war ein deutscher Rechtswissenschaftler. 

## Leben
Er studierte an den Universitäten Würzburg und Landshut (1808 zum Doktor beider Rechte promoviert) und habilitierte sich in Heidelberg. 1810 wurde er ordentlicher Professor für Geschichte und Rechtsphilosophie in Tübingen. 1817 wurde er Professor des Kirchenrechts und der Kirchengeschichte an der neuerrichteten katholisch-theologischen Fakultät. 1822 folgte er einem Ruf nach Landshut. Er wurde 1826 zum ersten Rektor der Universität München gewählt und 1827 Oberbibliothekar an der Universität. 
Von 1825 bis 1834 war von Dresch Mitglied der Abgeordnetenkammer der Bayerischen Ständeversammlung. Er wurde 1833 zum Ministerialrat berufen.
Er starb 1836 an Cholera.

## Schriften (Auswahl)
- Über die Dauer der Völkerverträge. Eine gekrönte Preisschrift. Landshut 1808.
- Beiträge zu dem öffentlichen Rechte des deutschen Bundes. Tübingen 1822.
- Kleine Schriften historischen, politischen, juristischen Inhalts. Ulm 1827.
- Abhandlungen über Gegenstände des öffentlichen Rechts, sowohl des deutschen Bundes überhaupt als auch einzelner Bundesstaaten. München 1830.